# Église Saint-Étienne de Moulons
L'église Saint-Étienne est une église située à Pommiers-Moulons, dans le département français de la Charente-Maritime en région Nouvelle-Aquitaine.

## Historique
Vers 1574, les Calvinistes saccagent les voûtes de la nef.
Elle abrite deux peintures monumentales (carrées de 1,5 m de côté), situées de part et d'autre de la fenêtre centrale du chœur, représentant saint Michel et le dragon, saint Crépin et saint Crépinien, le Christ en majesté et les évangélistes. Classées au registre des Monuments historiques en tant qu'objets depuis le 13 septembre 1973, elles datent du XVe siècle mais ont été refixées et consolidées en 1993 par Florence Crémer. Cette même église abrite une cloche en bronze de 1690 et classée aussi au registre des Mobiliers historiques depuis le 30 septembre 1911.
L'église est inscrite au titre des monuments historiques par arrêté du 5 décembre 2000.